# Visitants
Visitants (títol original: The Gathering) és una pel·lícula britànica de Brian Gilbert estrenada l'any 2003. Ha estat doblada al català.
La realització d'aquest film de terror teològic de baix pressupost va ser possible per Christina Ricci: volent absolutament tenir el paper d'aquest film, obté ajudes per a la seva realització. No obstant només es va estrenar en un nombre limitat de països i va ser principalment distribuït en DVD.

## Argument
Cassie Grant, una jove estatunidenca, és atropellada per un cotxe en ple camp anglès. Marion Kirkman, la conductora, truca immediatament una ambulància. Després d'examen a l'hospital local, el metge conclou que, encara que Cassie només presenta algunes rascades, l'accident li ha fet perdre la memòria. Només sap el seu nom i el seu país d'origen i no sap ni on viu, ni per què és a Anglaterra. El metge li aconsella calma amb la finalitat de, potser, trobar la memòria. Sentint-se responsable, Marion Kirkman convida Cassie en ella. Coneix Simon, el marit de Marion. Els dies següents, Cassie comença a tenir visions en relació amb el futur de les persones del seu entorn directe.
Aquests esdeveniments semblen tenir un enllaç amb el treball de Simon: el descobriment d'una església enterrada, construïda al segle i, on hi ha representada una escena de la crucifixió de Crist observada per misteriosos testimonis.

## Repartiment
- Christina Ricci: Cassie Grant
- Ioan Gruffudd: Dan Blakeley
- Kerry Fox: Marion Kirkman
- Stephen Dillane: Simon Kirkman
- Simon Russell Beale: Luke Fraser
- Robert Hardy: Bisbe
- Harry Forrester: Michael Kirkman
- Jessica Mann: Emma Kirkman
- Peter McNamara: Frederick Michael Argyle

## Nominacions
- Nominació al Premi Fantasporto 2003
- Nominació al Premi Golden Fleece del Golden Trailer 2003